# Парал (Чиле)
Парал (шп. Parral) је општина у Чилеу. По подацима са пописа из 2002. године број становника у месту је био 26.397.

## Демографија
| 2002.  |
| ------ |
| 26,397 |